# Mergener Hof
Der Mergener Hof ist ein Gebäudekomplex in der Trierer Rindertanzstraße 3/4, der in seiner gegenwärtigen Form Anfang des 17. Jahrhunderts erbaut wurde.

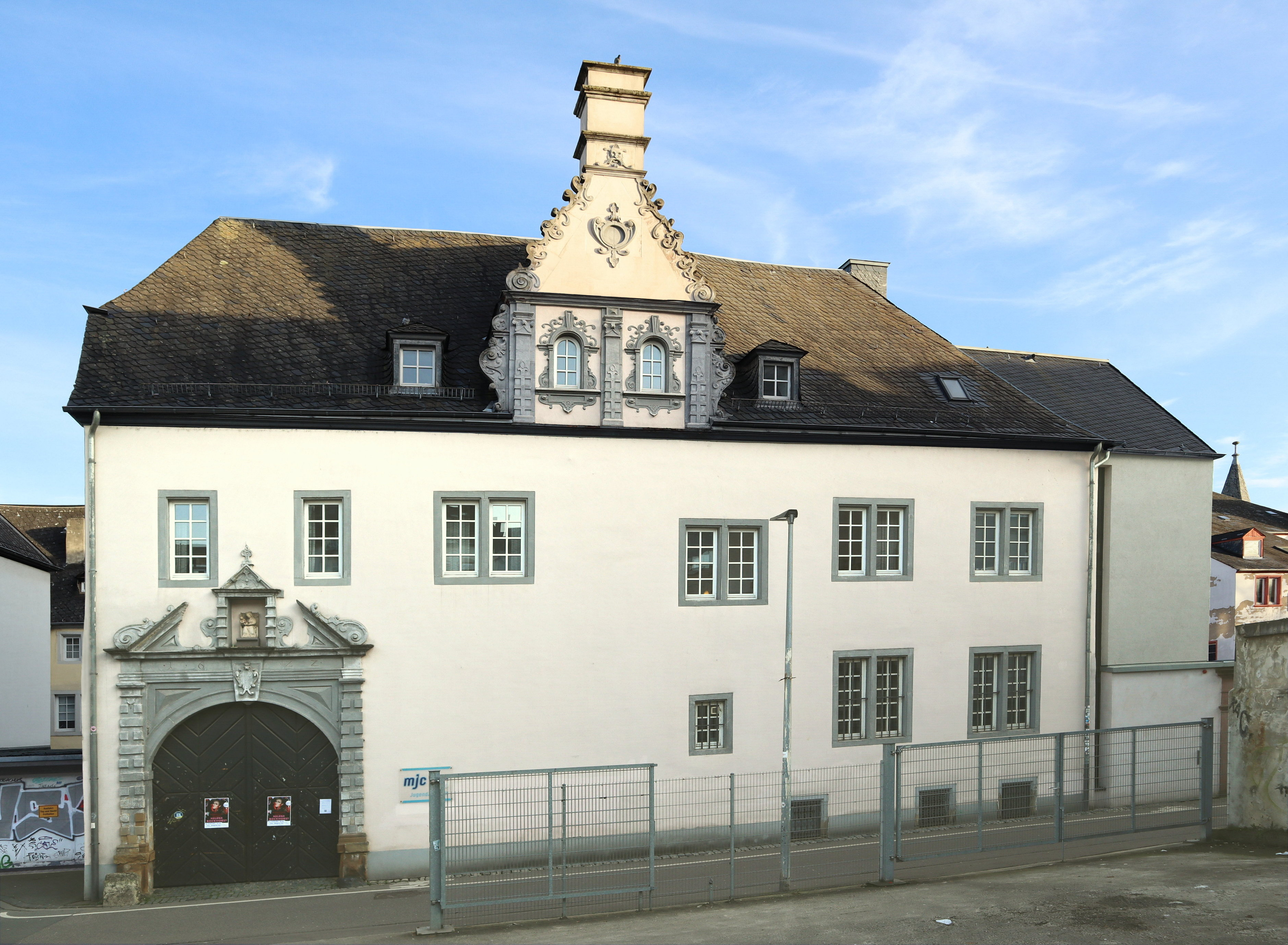
Mergener Hof

## Geschichte
Das Gebäude wird im Jahr 1283 erstmals erwähnt. 1454 wurde es Stadtrefugium des vor den Toren Triers liegenden Klosters St. Marien, daher der Name „Mergener Hof“ (Marien = Mergen). Während der Säkularisation unter Napoleon kam die Hofanlage in Privatbesitz.

### Jugendhaus der Jesuiten
Die Jesuiten hatten 1576 in Trier eine Marianische Congregation (MC) gegründet mit dem Ziel, durch religiöse Übungen Jungen in der Zeit des Heranwachsens eine christliche Prägung zu vermitteln.
1617 zweigte sich wegen wachsender Mitgliederzahlen eine Handwerkergenossenschaft („Sodalität“) von der Kongregation ab. Die Aufhebung des Jesuitenordens 1773 und ihres erneuten Verbotes im Kulturkampf unter Bismarck überstand die MJC trotz vieler Schwierigkeiten.
Im Jahr 1919 kam es zur Neugründung einer Jesuitenniederlassung in Trier.
1930 wurde der Mergener Hof von den Jesuiten als Jugendhaus erworben, ging jedoch 1937 im Zusammenhang mit der Auflösung und Vermögenseinziehung des Vereins unter den Nationalsozialisten zwangsweise in Staatsbesitz über.
Nach dem Krieg wurde das Gebäude vornehmlich vom Bistum Trier genutzt, bis in den 1960er Jahren die Jesuiten mit verschiedenen Gruppen das Haus wieder füllten. Aufgrund der starken Zunahme an Mitgliedern wurden Um- und Ausbaumaßnahmen beschlossen, die nach ihrem Abschluss 1969 mit der Einweihung des Mergener Hofes als Jugendzentrum und „Haus der offenen Tür“ in einem um Koedukation und offene Angebote erweiterten Konzept innerhalb der Kinder- und Jugendarbeit auch entsprechende räumliche Möglichkeiten bot.

### Heutige Nutzung

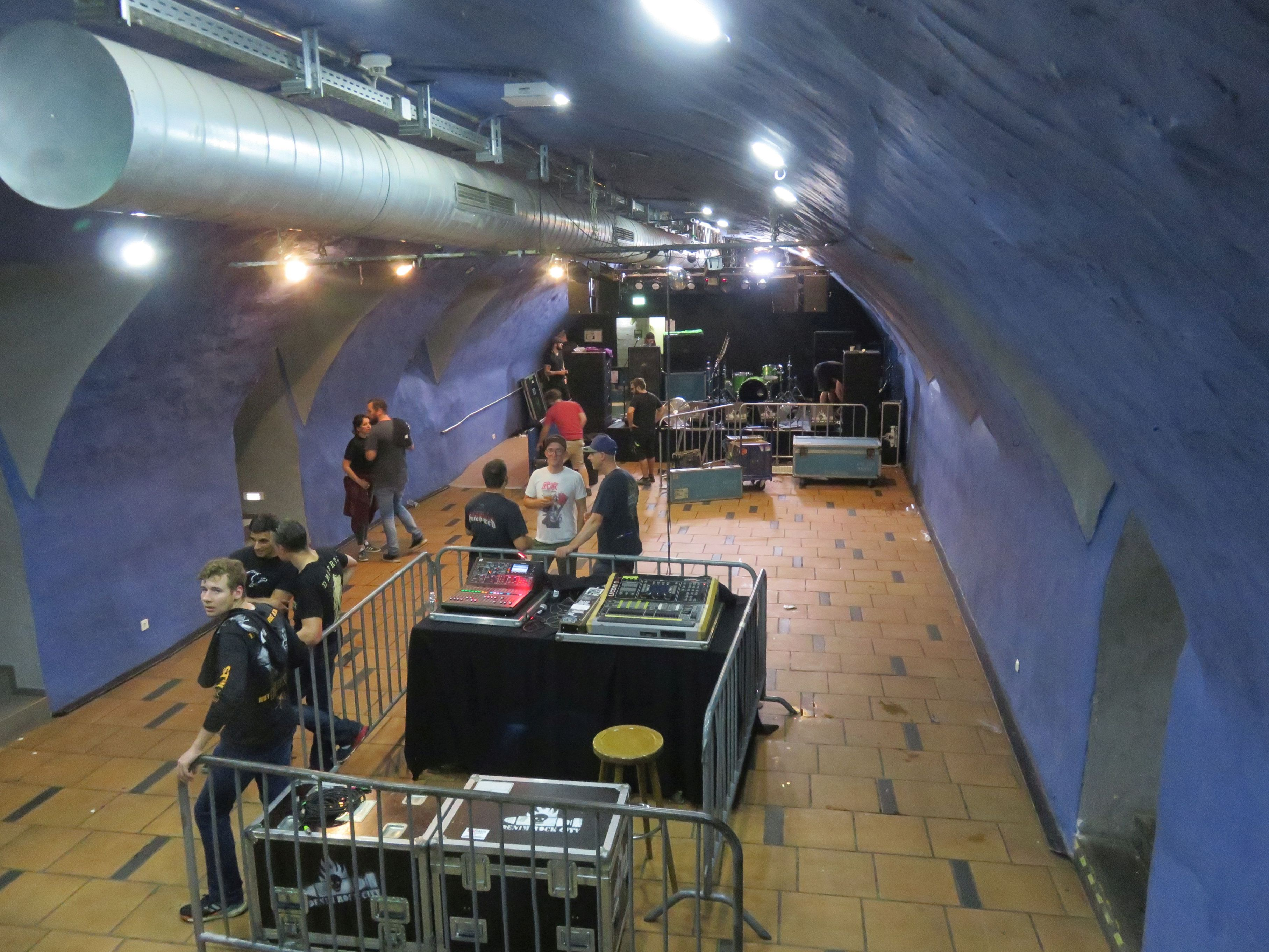
Konzertsaal im Gewölbekeller des Mergener Hofs (2019)

Während einer Phase des Wiederaufbaus in der Nachkriegszeit wurde der Sport integriert, bis 1953 der Verein neu gegründet wurde. In den 1960er Jahren entstand eine Konzepterweiterung um die Offene Arbeit und die Aufnahme von Mädchen in die Jugendarbeit, wie sie bis heute besteht. 1971 wurde der Vereinsname in „Mergener Hof e. V. (MJC von 1617) zu Trier“ geändert. 1976 bereicherte die Einrichtung einer Beratungsstelle für junge Arbeitslose das Angebot des Mergener Hofs. Seit dem Frühjahr 2007 ist diese Einrichtung im Gebäude des Jugendzentrums beheimatet. Nach 375 Jahren schieden die Jesuiten 1992 aus der aktiven Jugendarbeit aus.
Heute besteht das Jugendzentrum aus den Bereichen Sport, Jugendverband (J-GCL), Jugendberatungsstelle, Schulanangebote (Orientierungs- und Projekttage) und Offener Bereich (Betreuungsangebot, Hausaufgabenhilfe, Kulturveranstaltungen und Ferienangebote).
Träger des Jugendzentrums ist der Verein Mergener Hof e. V.

## Jugendverbände
Die Tradition der Marianischen Jünglingskongregation setzt sich bis heute in den Jugendverbänden am Mergener Hof fort. So besteht immer noch ein reiner Jungen- und Männerverband unter dem Namen, MJC/GCL-JM am Mergener Hof sowie ein Mädchen- und Frauenverband unter dem Namen, MJC/GCL-MF. In den Jugendverbänden am Mergener Hof (MJC/J-GCL) schließen sich Jugendliche und junge Erwachsene zusammen. Sie lernen im Miteinander, Gemeinschaft und ihren persönlichen Glauben reflektiert zu leben sowie Verantwortung für sich und andere zu übernehmen. Gemeinsam und geschlechtergetrennt setzt man sich für Gerechtigkeit ein und widmet sich der Gestaltung von Schule, Kirche und Gesellschaft insgesamt. Die Verbände sind Mitglieder im Bund der Deutschen Katholischen Jugend (BDKJ).